# Ragnar Kjartansson (Künstler)

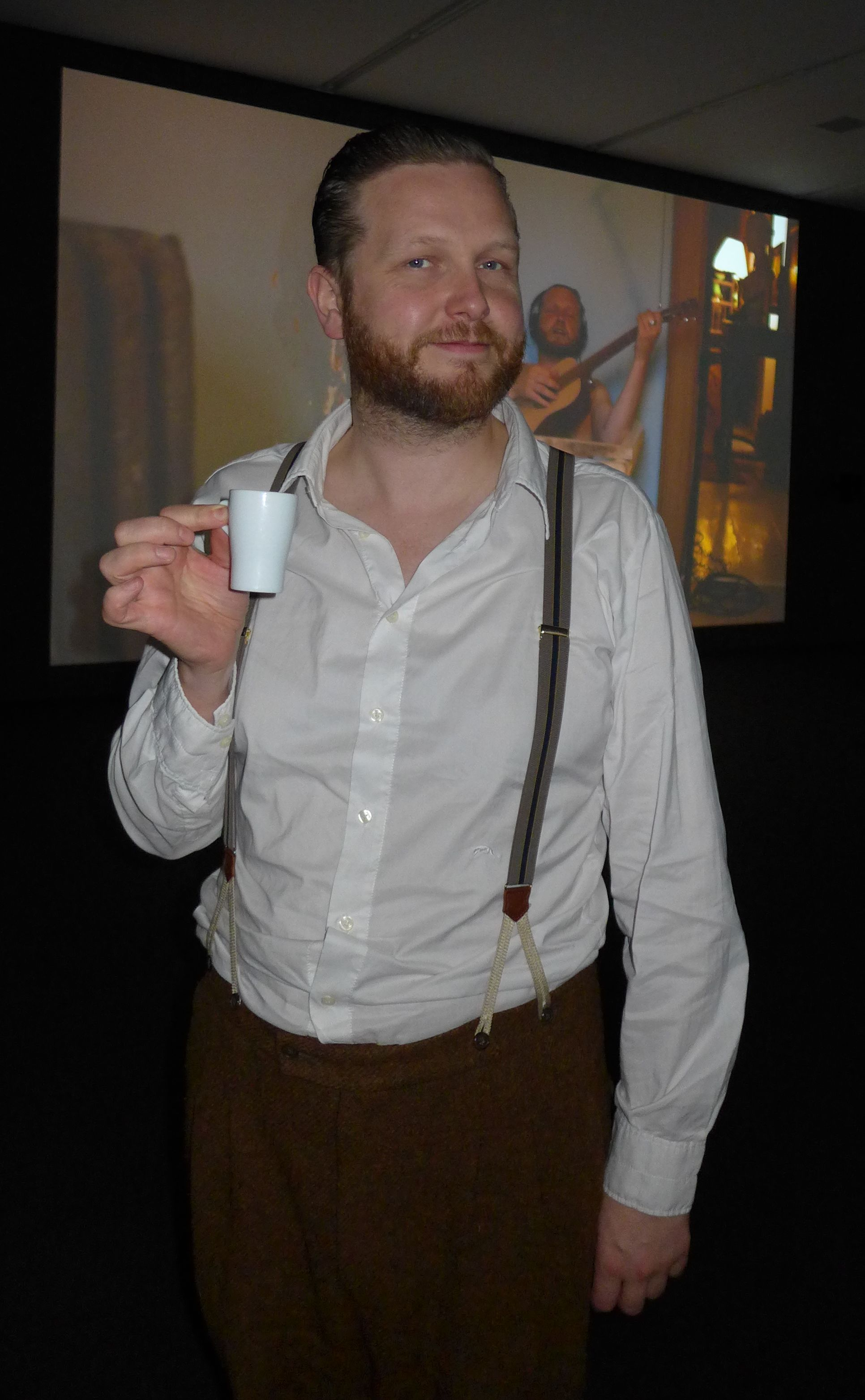
Ragnar Kjartansson in seiner Installation, Migros Museum, Zürich, 2012

Ragnar Kjartansson (* 1976 in Reykjavík) ist ein isländischer Performancekünstler, Maler, Bildhauer und Musiker (Mitglied der Gruppe Trabant). Er war Vertreter Islands auf der Biennale di Venezia 2009.

## Leben
Ragnar Kjartansson ist der Sohn des Schauspielers, Regisseurs und Theaterautors Kjartan Ragnarsson (* 1945) und der bekannten isländischen Schauspielerin Guðrún Ásmundsdóttir (* 1935). Sein Großvater ist der Bildhauer und Keramiker Ragnar Kjartansson, nach dem er benannt wurde.
Ragnar Kjartansson studierte an der Kunstakademie Islands in Reykjavik und an der Kungliga Konsthögskolan in Stockholm.

## Einzelausstellungen
- 2000 Konstar och jag vil knulla, Gallerí 1319 A, Stockholm, Schweden
- 2000 Video-Installation mit Gunnhildur Hauksdottir, Gallerí Nema Hvað, Reykjavík, Island
- 2001 Hurt the one you love, Gallerí i8, Reykjavík, Island
- 2003 Colonialization, Galleri Kling & Bang, Island
- 2004 Oh my god, Safn, Reykjavík, Island
- 2004 Monument of Love
- 2004 Confidential (mit Magnús Sigurðarson), Reykjavík Art Festival, Island
- 2005 The Great Unrest, Reykjavík Art Festival, Island
- 2006 Sorrow conquers happiness, Galerie Adler, Frankfurt am Main, Deutschland
- 2007 God, Living Art Museum, Reykjavík, Island
- 2009 The End, Isländischer Pavilion, 53. Internationale Kunstausstellung – la Biennale di Venezia
- 2011 Endlose Sehnsucht, ewige Wiederkehr, Frankfurter Kunstverein, Frankfurt am Main[3]
- 2012 The Visitors, Migros Museum, Zürich
- 2013 Ragnar Kjartansson: The Visitors, Thyssen-Bornemisza Art Contemporary–Augarten, Wien
- 2014 Ragnar Kjartansson und Freunde: Das Schloss des Sommerlandes, Thyssen-Bornemisza Art Contemporary–Augarten, Wien
- 2014 Ragnar Kjartansson: The Visitors, Institute of Contemporary Art, Boston[4]
- 2015 Ragnar Kjartansson: Seul celui qui connaît le désir, Palais de Tokyo, Paris
- 2016 Ragnar Kjartansson, Barbican Centre, London
- 2019 Ragnar Kjartansson: Scheize – Liebe – Sehnsucht, Kunstmuseum Stuttgart
- 2016 Ragnar Kjartansson, Hirshhorn Museum and Sculpture Garden, Washington, D.C.
- 2019 Ragnar Kjartansson: Death Is Elsewhere, Metropolitan Museum of Art, New York City
- 2023 Ragnar Kjartansson: Epic Waste of Love and Unterstanding, Louisiana Museum of Modern Art, Humlebæk, Dänemark